# Prunay
Prunay település Franciaországban, Marne megyében. Lakosainak száma 1032 fő (2022. január 1.). Prunay Beaumont-sur-Vesle, Beine-Nauroy, Nogent-l’Abbesse, Puisieulx, Sillery, Val-de-Vesle és Verzenay községekkel határos.

## Népesség
A település népességének változása:
| Lakosok száma | 381  | 545  | 716  | 938  | 1045 | 1031 | 1032 | 1028 | 1026 | 1032 |
|               | 1968 | 1982 | 1990 | 2006 | 2013 | 2015 | 2017 | 2019 | 2020 | 2022 |